# Station Le Theil - La Rouge
Station Le Theil - La Rouge is een spoorwegstation in de Franse gemeente Val-au-Perche. Het station ligt aan de spoorlijn Paris-Montparnasse - Brest.